# Chapelle Saint-Thomas de Thorame-Basse
Pour les articles homonymes, voir Chapelle Saint-Thomas.
La chapelle Saint-Thomas est une chapelle située à Thorame-Basse, en France.

## Localisation
La chapelle est située sur la commune de Thorame-Basse, dans le département français des Alpes-de-Haute-Provence.

## Historique
L'édifice est classé au titre des monuments historiques en 1991.